# Garrigues-Sainte-Eulalie
Garrigues-Sainte-Eulalie é uma comuna francesa na região administrativa de Occitânia, no departamento de Gard. Estende-se por uma área de 10 km². Em 2010 a comuna tinha 748 habitantes (densidade: 74,8 hab./km²).